# VdBH 60
vdBH 60 è una nebulosa a riflessione visibile nella costellazione del Centauro.
Si individua nella stessa zona in cui è visibile la nebulosa RCW 75, alla quale sembra connessa fisicamente; è costituita da quattro nuclei nebulosi illuminati da altrettante stelle azzurre. Il periodo migliore per la sua osservazione nel cielo serale va da febbraio a luglio per le regioni situate nell'emisfero australe; dall'emisfero boreale la sua osservazione risulta essere più difficoltosa e comunque impossibile a nord del tropico del Cancro.
vdBH 60 appare composta da quattro componenti principali. La prima è indicata come vdBH 60a, ed è una chiazza nebulosa associata a CPD-61 3587, una giovane stella blu di sequenza principale di magnitudine 10,48 facente parte dell'ammasso aperto Stock 16, legato a RCW 75; la componente vdBH 60b è la nube illuminata da Cl* Stock 16 VBF 14, una stella bianco-azzurra di magnitudine 12,70. Secondo uno studio del 2003, questa nube sarebbe connessa anche all'ammasso di sorgenti infrarosse [DBS2003] 86, situato a circa 2400 parsec di distanza. vdBH 60c è illuminata da ALS 3015, una stella di classe spettrale B di magnitudine 12,02; l'ultima componente, vdBH 60d, assente nel catalogo originario, è la nebulosa di CPD-62 3544, di magnitudine 10,65; secondo Dutra, questa nube sarebbe legata all'ammasso infrarosso [DBS2003] 85, situato a circa 2100 parsec di distanza.
Tutte queste componenti stellari appaiono legate a Stock 16, l'ammasso aperto che costituisce il principale addensamento di una grande e brillante associazione OB nota come Centaurus OB1; essa conta 24 stelle di grande massa di classe spettrale O, B e A, cui si aggiungono anche due stelle di Wolf-Rayet.